# Вермеш, Тимур
Тимур Ве́рмеш (нем. Timur Vermes; род. 1967, Нюрнберг) — немецкий журналист, автор романа «Он снова здесь».

## Биография
Тимур Вермеш родился в семье венгра, бежавшего в Германию после восстания 1956 года, и немки. Получив аттестат зрелости, изучал в Эрлангенском университете историю и политику. Работал журналистом в бульварных изданиях. С 2007 года работал «литературным негром». 
В 2012 году опубликовал собственный роман «Он снова здесь», описывающий историю Адольфа Гитлера в XXI веке. Роман был представлен на Франкфуртской книжной ярмарке и вскоре занял первое место в рейтинге книжных бестселлеров журнала Der Spiegel. В Германии огромным успехом также пользовалась аудиокнига, записанная Кристофом Марией Хербстом. 
С сентября 2012 года по состоянию на июль 2015 года в Германии было продано 1,4 млн экземпляров романа «Он снова здесь». Книга была переведена на 41 язык и была экранизирована в 2015 году.
В 2020 году выпустил второй роман "The Hungry and the Fat".